# Bangkok Renaissance
Pour les articles homonymes, voir Bangkok.
Pour plus de détails, voir Fiche technique et Distribution.
Bangkok Renaissance est un film d'action franco-thaïlandais de Jean-Marc Minéo sorti le 13 juin 2012.

## Synopsis
Manit, un petit garçon de dix ans assiste à l’assassinat de ses parents.
Implacables, les tueurs décident de l’éliminer. Touché à la tête, l’enfant survit miraculeusement à ses blessures, mais se retrouve frappé d’ataraxie. Les dommages provoqués à son cerveau lui ont enlevé toute émotion.
Sauvé d’une mort certaine par un vieux maître d’arts martiaux, Manit, 20 ans plus tard, devenu une véritable machine de guerre, retourne sur les lieux de son enfance.

## Fiche technique
- Titre original et français : Bangkok Renaissance
- Titre anglophone : Rebirth
- Réalisation : Jean-Marc Minéo
- Scénario : Jean-Marc Minéo
- Direction artistique : Rapee Chamchean
- Décors :
- Costumes :
- Photographie : Teerawat Rujinatum
- Montage : Nicolas Sarkissian
- Musique :
- Casting : Ying-Julaluck Ismalone
- Production : Cédric Jimenez
- Sociétés de production :
- Sociétés de distribution :
 Kanibal Films Distribution
- Budget : 1 400 000 €
- Pays d'origine :  France,  Thaïlande
- Langue originale : français, Thaï
- Format : couleur - 1.85 : 1 -
- Genre : action, arts martiaux
- Durée : 80 minutes
- Dates de sortie : 
 13 juin 2012

## Distribution
- Jon Foo (V. F. : Alexandre Gillet) : Manit[2]
- Caroline Ducey (V. F. : elle-même) : Clara
- Michaël Cohen (V. F. : lui-même) : Simon
- Ying-Julaluck Ismalone (V. F. : Josy Bernard) : Ying
- Aphiradi Phawaphutanon : Chanticha
- Winai Kraibutr : Samat
- Kowitch Wathana : Adjan
- Lioutsia Goubaidoullina : Jessy
- Pream Busala-Khamvong (V. F. : Anatole Thibault) : Ananda
- Dom Hetrakul : Pichai